# Želivského (stație de metrou din Praga)
Želivského este o stație a metroului din Praga, situată pe linia A. Stația a fost deschisă pe 19 decembrie 1980.